# أرنولد بروغينك
أرنولد بروجينك (بالهولندية: Arnold Bruggink)‏ (مواليد 24 يوليو 1977 في ألميلو - هولندا) لاعب كرة قدم هولندي يلعب حاليا لصالح نادي الدرجة الأولى هانوفر الألماني منذ 2006 في مركز المهاجم كما يجيد اللعب في مركز الوسط المهاجم.

## مسيرته الكروية
لعب أرنولد بروغينك خلال مسيرته الاحترافية مع 5 أندية في ثمانية عشر موسمًا وسجل خلالها 128 هدف ضمن 446 مباراة. حيث فاز في موسم واحد بالكأس وفي ثلاثة مواسم بالدوري.
خاض أرنولد بروغينك مسيرته مع نادي تفينتي أنشخيدة في موسم 1993–94 في المرة الأولى ليلعب معه أربعة مواسم ثم في موسم 2010–11 لمدة موسم واحد، مشاركًا طوالها في 104 مباراة سجل خلالها 34 هدفًا. ثم انتقل إلى نادي آيندهوفن في موسم 1997–98 ليلعب معه ستة مواسم، حيث شارك في 152 مباراة سجل خلالها 59 هدفًا. لينتقل بعدها إلى نادي ريال مايوركا في موسم 2003–04 لمدة موسم واحد، مشاركًا في 26 مباراة سجل خلالها 8 أهداف. ثم انتقل إلى نادي هيرنفين في موسم 2004–05 ولمدة موسمين، مشاركًا في 53 مباراة سجل خلالها 7 أهداف. هذا وانتقل لاحقًا إلى نادي هانوفر 96 في موسم 2006–07 ليلعب معه أربعة مواسم، مشاركًا في 111 مباراة سجل خلالها 20 هدف.

## روابط خارجية
- أرنولد بروغينك على موقع قاعدة بيانات كرة القدم.إي يو (الإنجليزية)
- أرنولد بروغينك على موقع بيانات كرة القدم. دي إي (الألمانية)
- أرنولد بروغينك على موقع ناشيونال فوتبول تيمز (الإنجليزية)
- أرنولد بروغينك على موقع Soccerway.com (الإنجليزية)
- أرنولد بروغينك على موقع عالم كرة القدم.نت (الإنجليزية)
- أرنولد بروغينك على موقع كووورة